# Helly Möslein

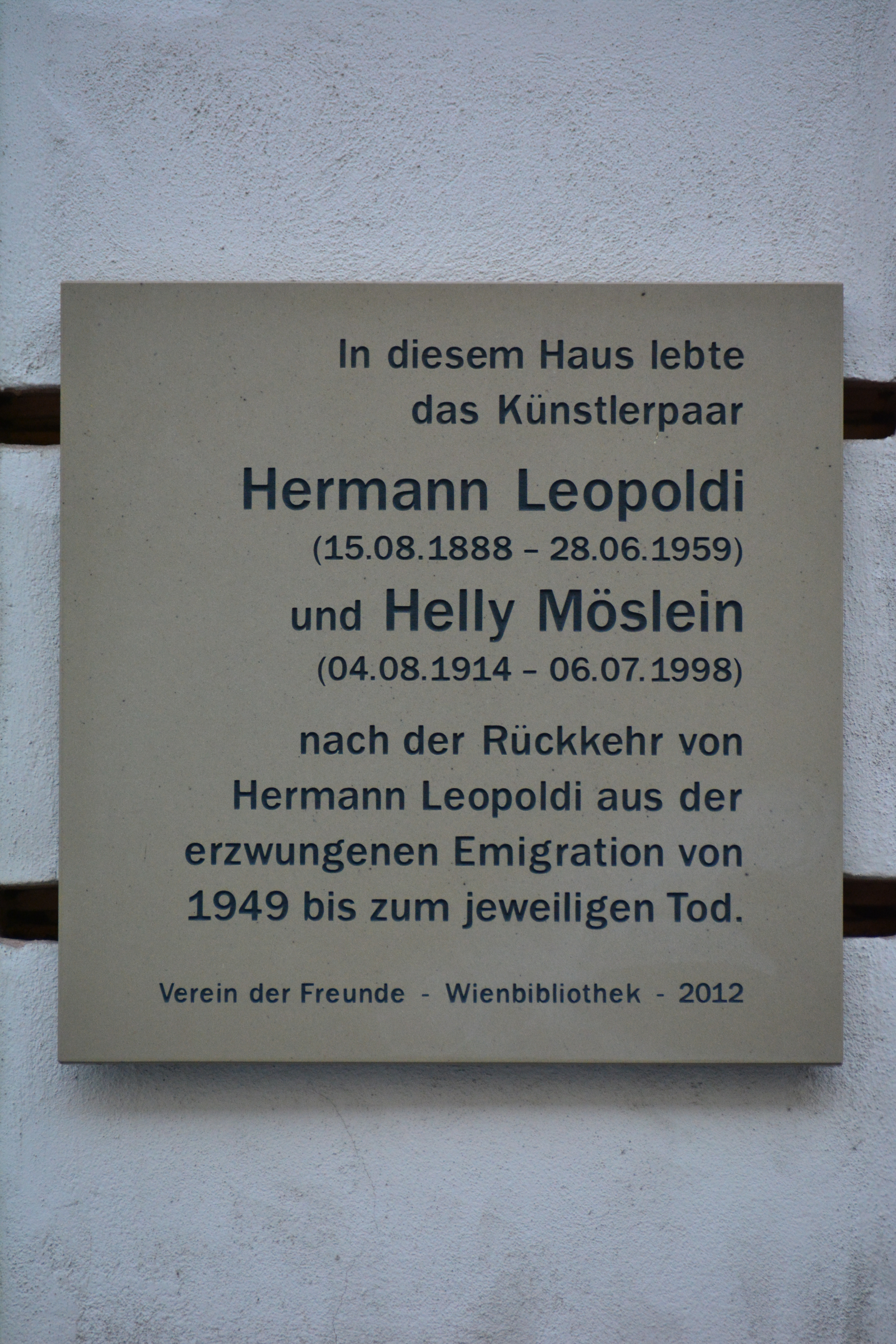
Gedenktafel für Helly Möslein und Hermann Leopoldi

Helly Möslein (eigentlich Helen Möslein, * 4. August 1914 in Wien; † 6. Juli 1998 ebenda) war eine österreichische Textdichterin, Soubrette und Kabarettistin.

## Leben
Helly Möslein war die Tochter österreichischer Auswanderer, die nach Chicago zogen. Sie kehrte 1930 nach Österreich zurück und studierte am Wiener Konservatorium 4 Jahre lang Klavier und Gesang. Ihr erstes Engagement erhielt sie als Opernsoubrette in Troppau, durfte es aber auf Wunsch ihrer Eltern nicht antreten und musste nach Amerika zurückkehren.
In Amerika war sie als Sängerin mit teilweise österreichischem Repertoire tätig und erhielt den ersten Preis beim alljährlichen Gesangswettbewerb der Chicago Tribune. 1939 lernte sie in New York den Komponisten und Kabarettisten Hermann Leopoldi kenn, mit dem sie bis zu seinem Tod 1959 zusammenarbeitete und dem sie als seine Lebensgefährtin verbunden war. Gemeinsam traten sie miteinander auf, etwa im Lokal Alt Wien. Möslein erweiterte das Repertoire Leopoldis um englische Lieder, wodurch es dem Duo gelang, sich dem Geschmack des amerikanischen Publikums anzupassen. Es folgten Engagements in der Carnegie Hall, am Broadway und in der Orchestra Hall in Chicago.
Obwohl sie in Amerika Erfolge erzielen konnten, sehnten sich beide nach Österreich zurück. Als nach dem Krieg bekannte Künstler wie Paul Hörbiger, Karl Farkas oder Robert Stolz brieflich mit dem Paar in Kontakt traten und die österreichische Regierung eine Einladung aussprach, kehrten Helly Möslein und Hermann Leopoldi 1947 nach Wien zurück, wo sie in ihrem ersten Konzert im ausverkauften Konzerthaus einen großen Erfolg feiern konnten. In den 50er Jahren trat das Duo auch erfolgreich in Deutschland, den Niederlanden und der Schweiz auf.
1955 wurde der gemeinsame Sohn Ronald geboren. Am Höhepunkt seiner Karriere starb Hermann Leopoldi 1959 an einem Herzinfarkt.
Helly Möslein zog sich daraufhin von der Kleinkunst zurück und arbeitete ab 1971 als Souffleuse im Theater an der Wien.
Nach ihrem Tod 1998 wurde Helly Möslein gemeinsam mit Hermann Leopoldi in einem ehrenhalber gewidmeten Grab auf dem Wiener Zentralfriedhof (15C-2-18)  bestattet.
2002 wurde der Helly-Möslein-Weg in Wien-Meidling nach der Sängerin benannt, der sich neben dem parallel verlaufenden Hermann-Leopoldi-Weg befindet.

## Bedeutung
Helly Möslein war in ihrer Karriere untrennbar mit Hermann Leopoldi verbunden, dessen Lieder und Chansons sie kongenial, oftmals gemeinsam mit ihm in Duetten, interpretierte. Bekannte Lieder waren etwa In einem kleinen Café in Hernals, Am besten hat’s ein Fixangestellter oder Schnucki, ach Schnucki. Viele ihrer Lieder spiegelten in heiterer Weise das Lebensgefühl der 1950er Jahre, die Nachkriegs- und Wiederaufbauzeit nach dem Kriege wider.
Während ihrer Zeit in Amerika textete Möslein Lieder von und für Hermann Leopoldi in englischer Sprache.